# Hjalmar Rettig

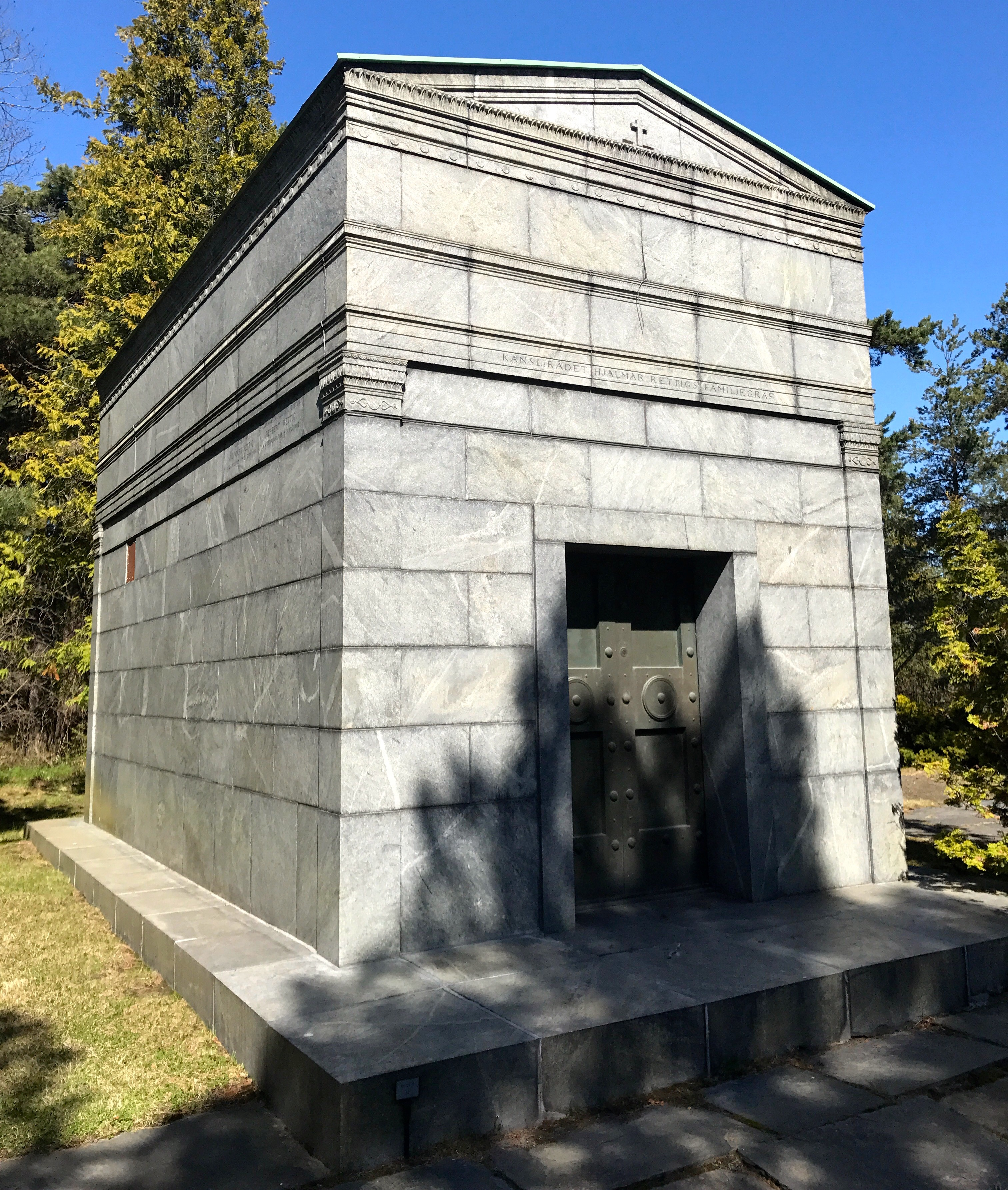
Rettigska gravkoret på Norra begravningsplatsen

Gustaf Hjalmar Rettig, född 16 augusti 1856 i Gävle, död 10 juli 1925 i Engelbrekts församling i Stockholm, var en svensk jurist och ämbetsman. 
Hjamar Rettig var yngste son till grosshandlaren Robert Rettig och Adelaide Ulrika Corinna, född Garberg. Han blev student vid Uppsala universitet 1874 och avlade hovrättsexamen där 1882 samt blev vice häradshövding 1884. Han var anställd vid Finansdepartementet, från 1887 som amanuens  och  senare som kanslisekreterare, från 1897 tillförordnad, från 1902 som ordinarie. Han erhöll titeln kansliråd i Kungl. Maj:ts kansli men förefaller ha lämnat sin tjänst i statsförvaltningen  före normal pensionsålder. Hans arv efter fadern kan ha gjort detta möjligt. Han var riddare av Nordstjärneorden och Vasaorden.
År 1899 köpte Hjalmar Rettig fastigheten Villagatan 3 i Stockholm som sin bostad. Den har efter familjen fått namnet Rettigska huset. Genom äldste sonens testamente tillföll det Vitterhetsakademien, som sedan 1973 har sin verksamhet där. 
Hjalmar Rettig var från 1887 gift med Julia Gustafva Björkman (1867–1944). De fick två söner, historikern Herbert Rettig (1888–1962) och juristen och diplomaten Nils Rettig (1892–1933). Hjalmar Rettig är jämte sin hustru gravsatt i det Rettigska gravkoret på Norra kyrkogården vid Stockholm.